# Vitznau-Rigi-Bahn

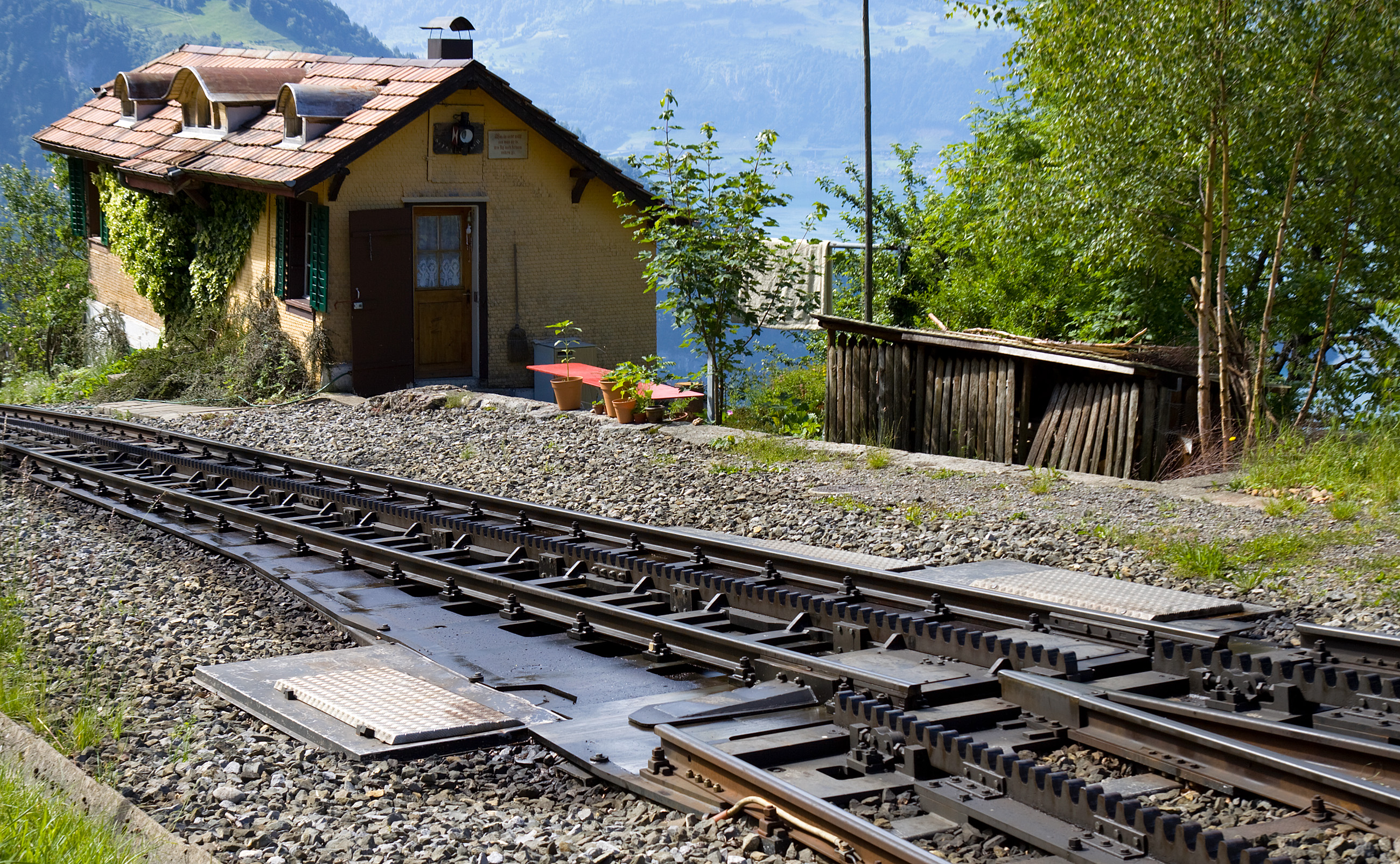
Patentovaná výhybka
ve stanici Freibergen

Vitznau-Rigi-Bahn je první horská dráha v Evropě normálního rozchodu, později elektrifikovaná, ozubnicového systému ve Švýcarsku, dolní stanice se nachází v Vitznau (kantonu Lucern), horní stanice na vrcholu hory Rigi (kanton Schwyz). Dráha je součástí akciové společnosti Rigi Bahnen.
Trať stoupá po jihozápadním svahu z obce Vitznau u Lucernského jezera z výšky 435 m n. m. po svahu směrem do sedla Rigi Staffel. Při úbočním stoupání se cestujícím odkrývá pohled na Lucernské jezero, samotný Lucern a při dobré viditelnosti až k Alpám v kantonu Bern. Před sedlem mezi zastávkami Rigi Staffelhöhe a Rigi Staffel, u zastávky Rigi Kaltbad-First, míjí trať horní stanici visuté lanovky Weggis - Rigi Kaltbad (LWRK). V zastávce Rigi Staffel se k dráze připojuje trať ze severovýchodního svahu z Arth-Goldau. V Rigi Staffel jsou obě tratě od roku 1990 vzájemně propojeny. Toto propojení slouží servisním účelům. K vrcholu Rigi do výšky 1.752 m n. m. pokračují obě tratě po vlastní koleji.
Ve stanici Freibergen je instalována světově patentovaná flexibilní ozubnicová výhybka..

## Historie
Historický přehled zachycuje sled událostí, které jsou ve vztahu k Vitznau-Rigi-Bahn.
Uvádění železnice do provozu se účastnil i Niklaus Riggenbach, autor a konstruktér použitého ozubnicového systému. 21. května 1870 (v den svých narozenin) vedl Riggenbach lokomotivu č. 1, nazvanou "Stadt Luzern" po 300 metrů dlouhém zkušebním úseku. O rok později, ve stejný den, vedl N. Riggenbach první vlak až pod vrchol do stanice Rigi Staffelhöhe na pomezí kantonů Lucern a Schwyz.
Společnost očekávala návštěvnost kolem 50.000 cestujících ročně, ale skutečnost byla 60.000. V roce 1874 dosáhla návštěvnost 100.000 cestujících. S otevřením železnice Arth-Rigi-Bahn v roce 1875 však návštěvnost poklesla a teprve v roce 1886 se opět dostala přes 100.000 cestujících. Nejvyššího počtu přepravených osob dosáhla železnice v roce 1971 u příležitosti stého výročí, kdy bylo přepraveno 578.070 cestujících.
| rok  |  | událost |
| 1863 |  | Inženýr Niklaus Riggenbach si nechává patentovat svůj ozubnicový systém ve Francii                                     |
| 1869 |  | 9. června udělila kantonální rada Lucernu povolení ke stavbě                                                           |
| 1869 |  | V září byla zahájena stavba s náklady včetně vozového parku a provozních budov ve výši 1,25 miliónu CHF                |
| 1870 |  | 21. května provedena zkušební jízda na 300 m dlouhém úseku                                                             |
| 1871 |  | 21. května byl otevřen úsek Vitznau-Rigi-Bahn (VRB) z Vitznau do Staffelhöhe jako první horská dráha v Evropě          |
| 1873 |  | Otevření provozu VRB mezi Rigi Staffelhöhe a vrcholem Rigi                                                             |
| 1874 |  | Otevření VRB dvoukolejného úseku mezi Freibergen a Rigi Kaltbad, otevření úseku Rigi - Scheidegg (Kaltbad - Scheidegg) |
| 1882 |  | Změna konstrukce lokomotiv, parní kotle lokomotiv VRB jsou z vertikální polohy převedeny do horizontální               |
| 1906 |  | Zahájení zimního provozu mezi Vitznau - Rigi Staffelhöhe                                                               |
| 1931 |  | Ukončení provozu v úseku Rigi Kaltbad - Rigi Scheidegg / Rigi-Scheidegg-Bahn                                           |
| 1937 |  | Elektrifikace větvě Vitznau - vrchol Rigi                                                                              |
| 1968 |  | Zahájení provozu kabinové lanovky Weggis - Rigi Kaltbad (LWRK)                                                         |
| 1990 |  | Propojení tratí ARB-VRB v Rigi Staffel                                                                                 |
| 1991 |  | Otevření nového depa a dílenské budovy v dolní stanici Vitznau                                                         |
| 1992 |  | Sloučení společnosti Vitznau-Rigi Bahn a Arth-Rigi-Bahn, vzniká jedna společnost Rigi Bahnen                           |
| 1993 |  | Do provozu na lanovce je uvedena nová panoramatická kabina (LWRK)                                                      |
| 1999 |  | Podání a přijetí světového patentu flexibilní výhybky ozubnicové dráhy na Rigi Bahn                                    |
| 2000 |  | Zahájení provozu flexibilní výhybky ozubnicové dráhy označované RIGI-VTW 2000 ve stanici Freibergen                    |
| 2000 |  | 125. výročí Arth-Rigi-Bahn                                                                                             |
| 2006 |  | 100. výročí zimního provozu železnice a zimních sportů na vrcholu Rigi                                                 |
| 2007 |  | Otevření kulturního velkokapacitního stanu až pro 800 osob v Rigi Staffel                                              |

## Technická data

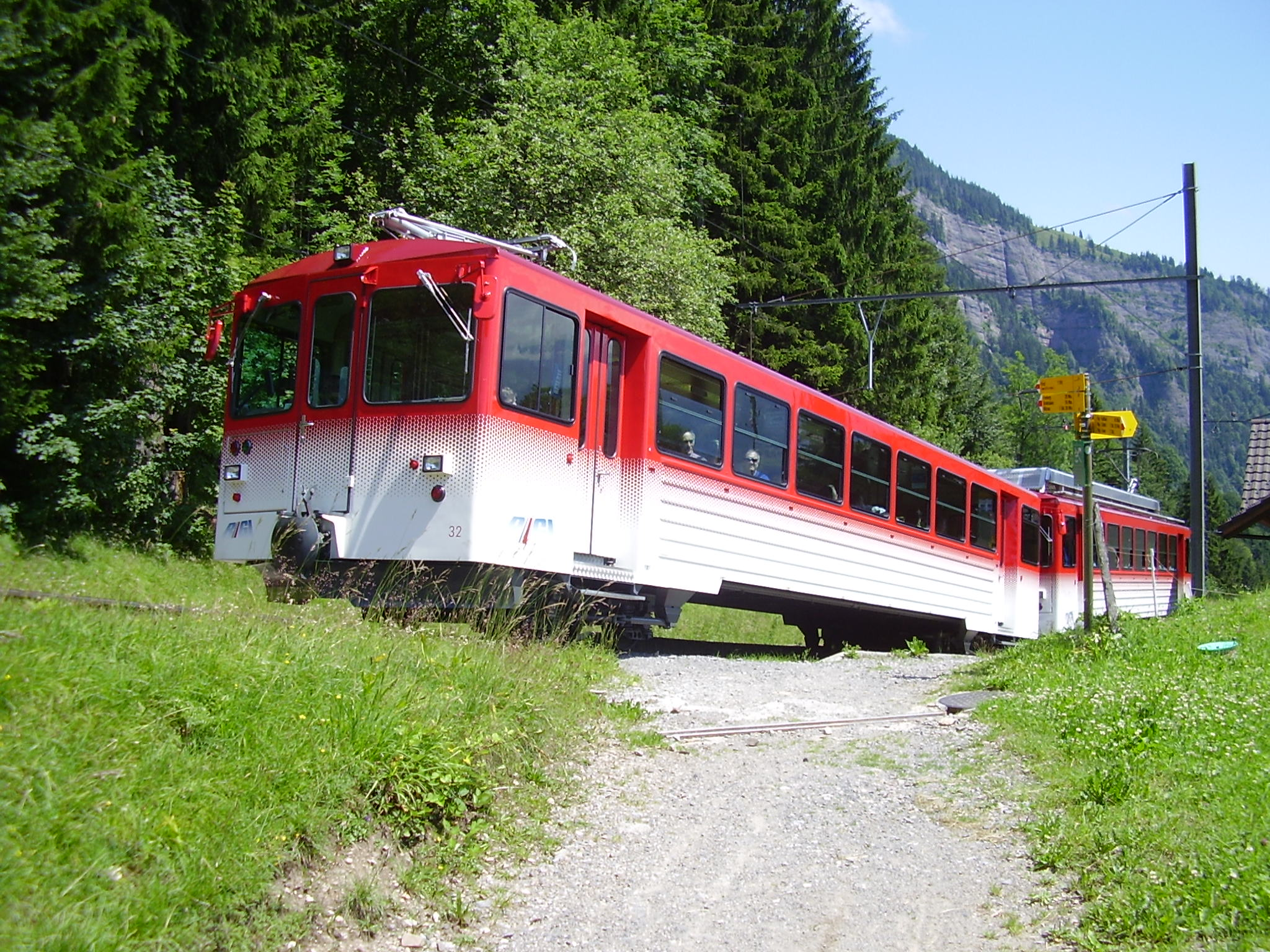
Vitznau-Rigi-Bahn v létě

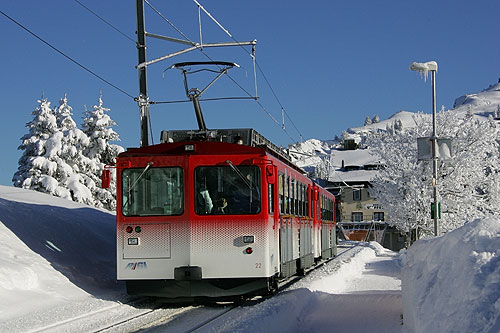
Vitznau-Rigi-Bahn v zimě

| parametr                                                 | hodnota[4]                                                |
| primární napájení                                        | 15 kV 50 Hz                                               |
| trakční napájení                                         | 1,5 kV stejnosměrné                                       |
| výkon měníren                                            | Vitznau 1.500 kW / Romiti 1.500 kW / Staffelhöhe 1.000 kW |
| rozchod                                                  | 1.435 mm                                                  |
| provozní délka                                           | 6.975 m                                                   |
| délka dvojkolejného úseku                                | 1.883 m                                                   |
| ozubnicový systém                                        | Riggenbach                                                |
| nejvyšší sklon                                           | 250 ‰                                                     |
| průměrný sklon                                           | 190 ‰                                                     |
| nejmenší poloměr                                         | 120 m                                                     |
| počet tunelů                                             | 1                                                         |
| délka tunelu                                             | 67 m                                                      |
| počet mostů                                              | 7                                                         |
| délka mostů                                              | 97 m                                                      |
| maximální rychlost parních lokomotiv:                    |                                                           |
| bez rozlišení směru jízdy                                | 9 km/h                                                    |
| maximální rychlost elelektrické trakce při jízdě vzhůru: |                                                           |
| podle stroje                                             | 18/23 km/h                                                |
| maximální rychlost elelektrické trakce při jízdě dolů:   |                                                           |
| podle stroje                                             | 12/14 km/h                                                |
| doba jízdy                                               | 30 minut                                                  |
| přepravní kapacita                                       | 850 osob/hod.                                             |

## Vozový park

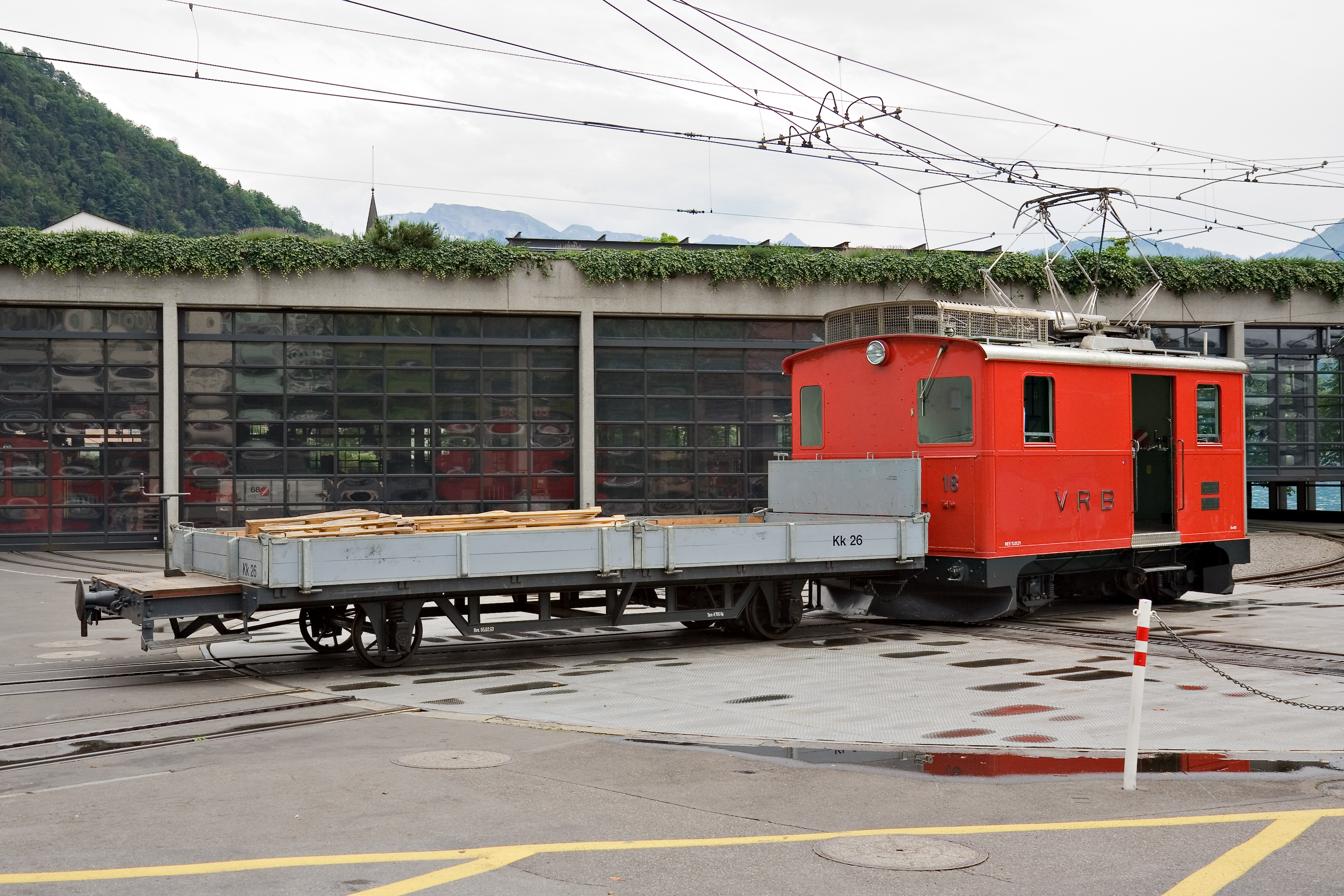
Točka s přímou a obloukovou kolejí ve stanici Vitznau

| lokomotivy            | počet | výkon[4]                       |
| elektrické lokomotivy | 1     | 331 kW                         |
| elektrické vozy       | 4     | 331 kW                         |
| elektrický vůz        | 1     | 824 kW                         |
| elektrická jednotka   | 2     | 824 kW                         |
| sněhová fréza         | 1     | 309 kW                         |
| parní lokomotivy      | 2     | 368 kW                         |
|                       |       |                                |
| vagóny                |       | poznámka[4]                    |
| osobní                | 9     |                                |
| ostatní               | 13    | vozy nákladní, služební, pluhy |

parní lokomotivy
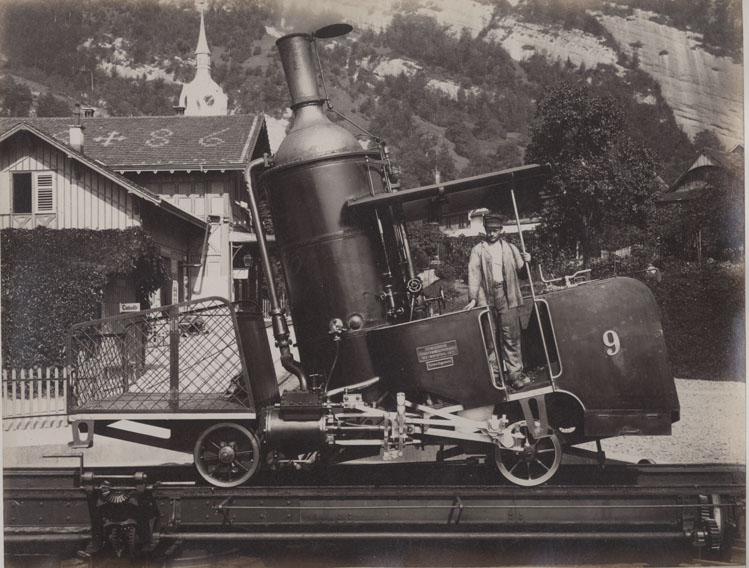
Dobový snímek parní lokomotivy (1834-1914)
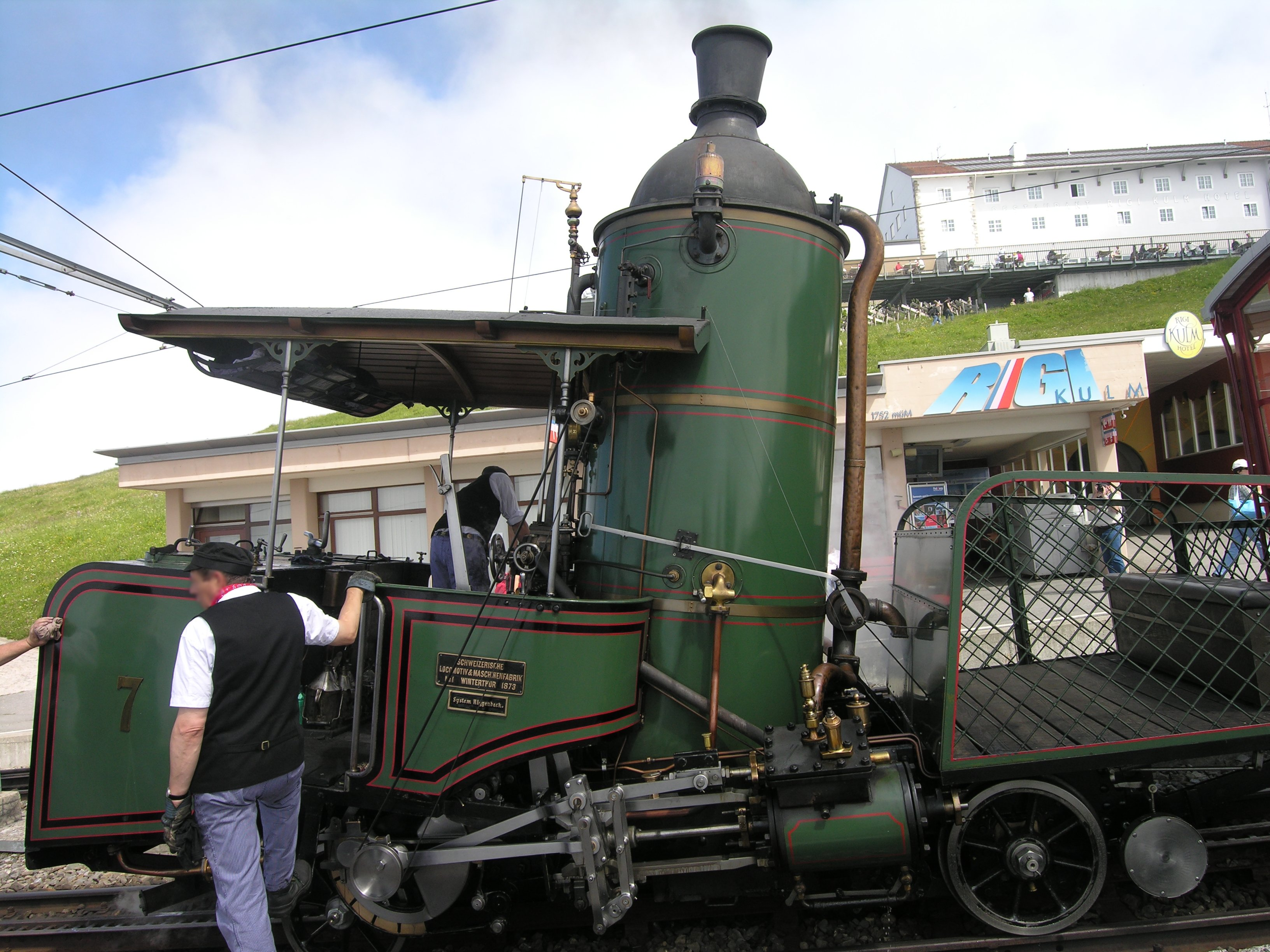
Lokomotiva č. 7 se stojatým kotlem (jeden z  prvních strojů) zprovozněná ke 125. výročí dráhy
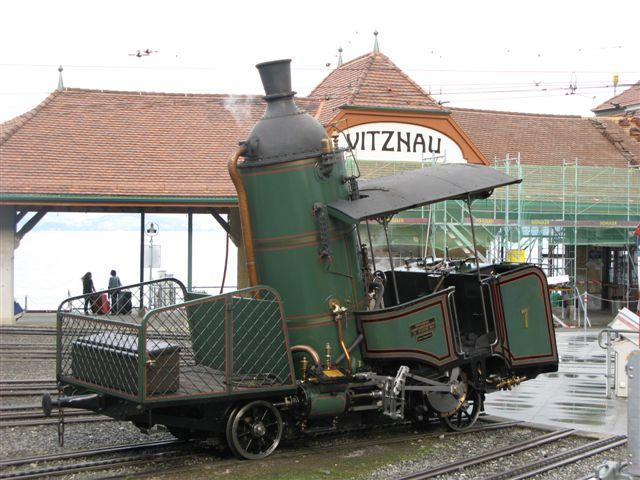
Stejná lokomotiva z opačné strany
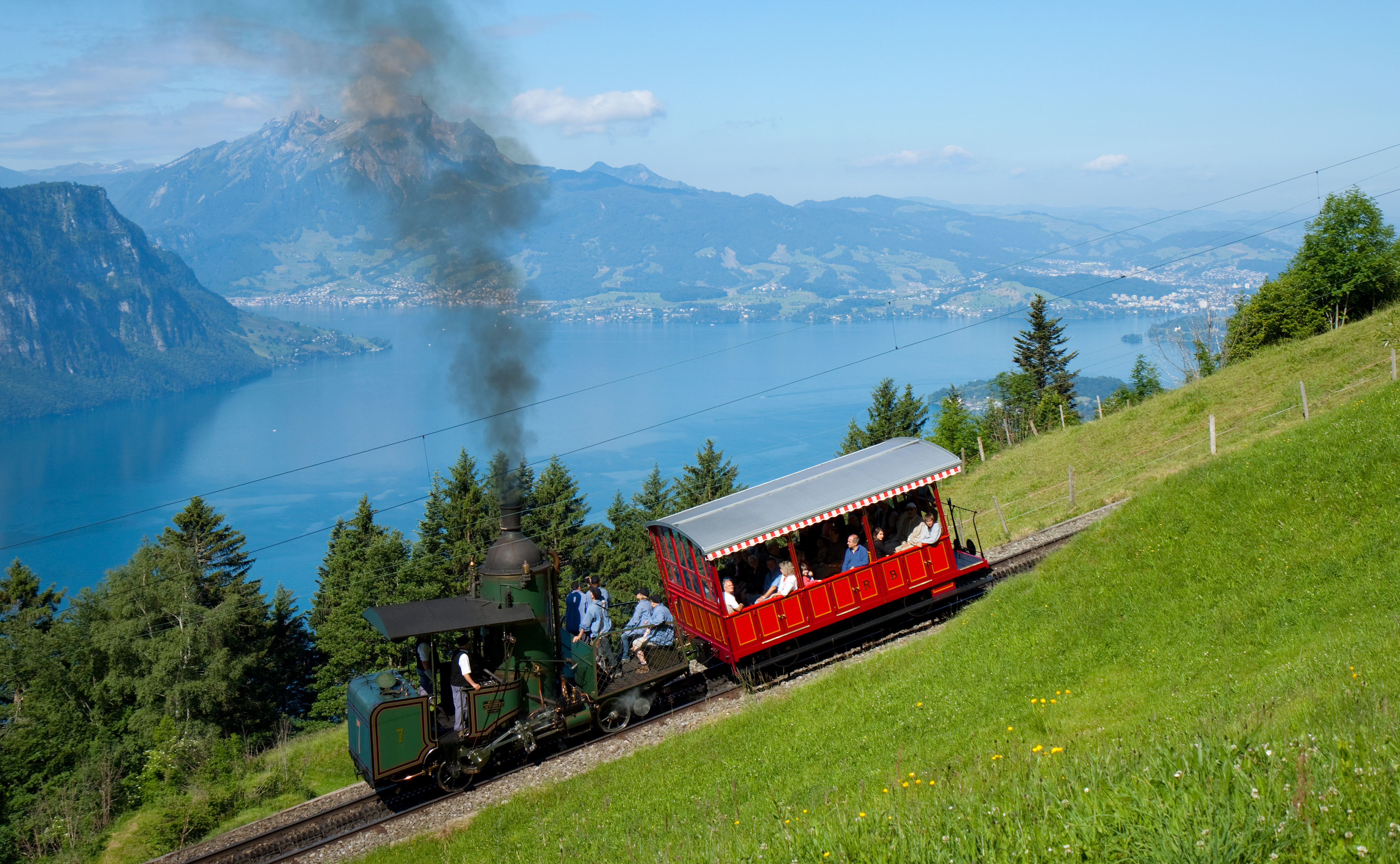
Lokomotiva č. 7 při jízdě vzhůru
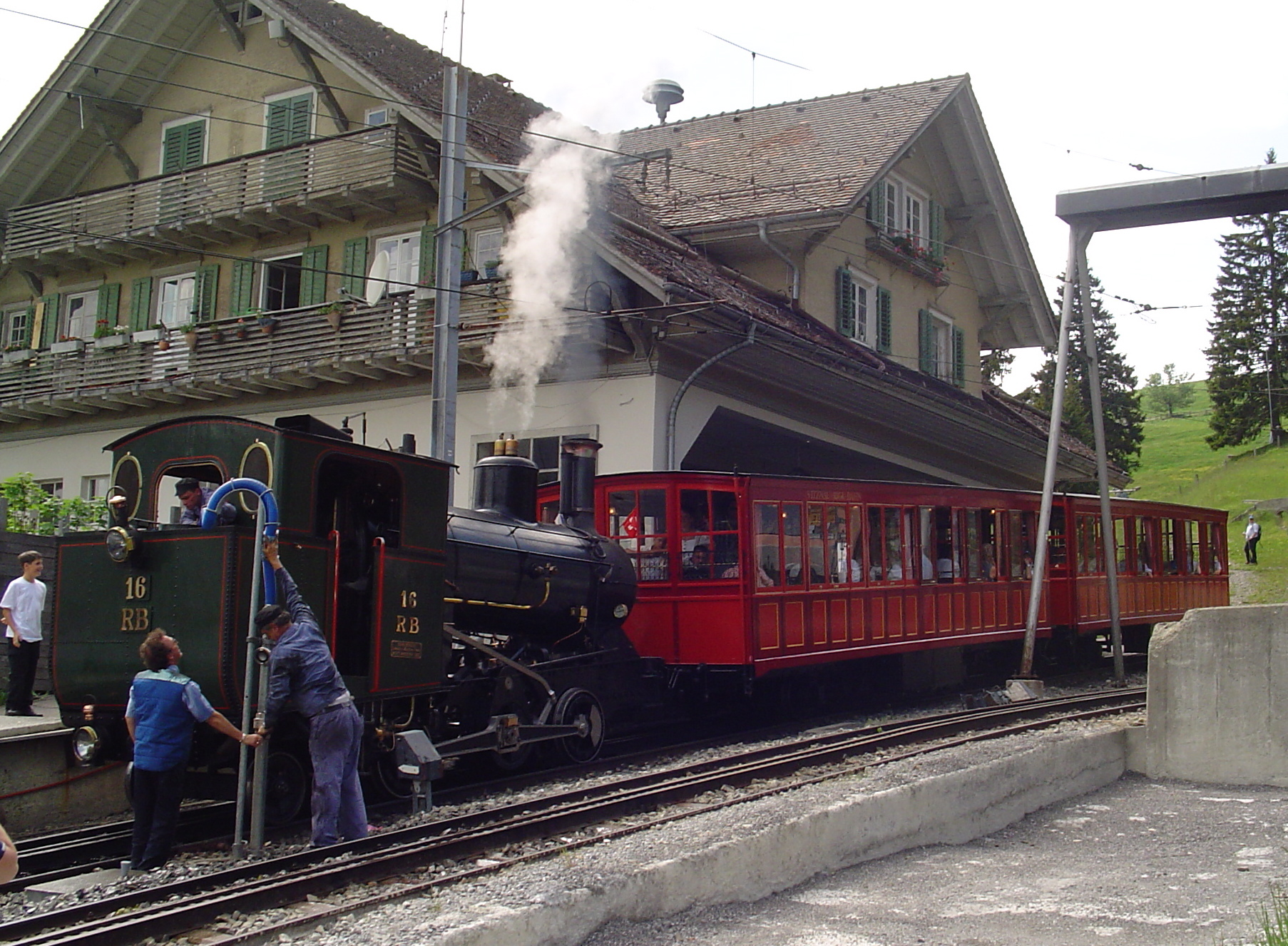
Novější parní lokomotiva řady H  2/3 č.  16 s klasickým kotlem